# وندیمپتی
وندیمپتی (به انگلیسی: Vendayampatti) یک روستا در هند است که در Thanjavur Taluk واقع شده‌است.

## خصوصیات
وندیمپتی ۱٬۲۹۴ نفر جمعیت دارد.